# Agaite
L'agaite (simbolo IMA: Aga), il cui nome alternativo è IMA2011-115, è un minerale estremamente raro della famiglia dei carbonati con composizione chimica Pb3Cu2+Te6+O5(OH)2(CO3)

## Etimologia e storia
IL minerale è stato chiamato in questo modo nel 2012 da A.R. Kampf, S.J. Mills, R.M. Housley e J. Marty per via della sua località tipo, la miniera di Aga (contea di San Bernardino, California, Stati Uniti) che a sua volta prende il nome da A.G. Andrews, una delle due persone che hanno sviluppato il giacimento.
Il suo campione tipo è conservato presso il Natural History Museum di Los Angeles, in California (Stati Uniti) con il numero di catalogo 63590.

## Classificazione
Il minerale, essendo stato riconosciuto dall'Associazione Mineralogica Internazionale (IMA) come specie valida nel 2012, non viene elencato nell'ottava edizione della sistematica dei minerali di Strunz, che è obsoleta dal 1977, ma ancora piuttosto utilizzata.
Stesso discorso per la nona edizione di questa classificazione, aggiornata fino al 2009; tale sistematica è aggiornata dal database "mindat.org", che elenca l'agaite nella classe "7.Solfati (selenati, tellurati, cromati, molibdati, tungstati)", da lì nella sottoclasse "Solfati (selenati, etc.) con anioni addizionali, senza H2O"; questa è ancora ulteriormente suddivisa in modo da trovale l'agaite nella sezione "con cationi di media e grande dimensione" dove occupa il sistema nº 7.BC.
Nella Sistematica dei lapis (Lapis-Systematik) di Stefan Weiß l'agatite si trova nel sistema nº IV/K.15-055 nella sezione "tellurati con gruppi [Te6+O6]6- e strutture correlate", che si trova nella classe degli "ossidi".

## Chimica
La formula empirica dell'agaite, basata su 10O apfu) è la seguente:
- {\displaystyle \mathrm {Pb_{3.00}Cu_{0.99}^{2+}Te_{1.01}^{6+}O_{5}(OH)_{2}(CO_{3})} }

che porta alla formula semplificata:
- {\displaystyle \mathrm {Pb_{3}Cu^{2+}Te^{6+}O_{5}(OH)_{2}(CO_{3})} }

che richiede le seguenti quantità di sostanze chimiche: monossido di piombo (PbO) per il 67,86% in peso, ossido rameico (CuO) per il 8,06% in peso, triossido di tellurio (TeO3) per il 17,80% in peso, anidride carbonica (CO2) per il 4,46% in peso e acqua (H2O) per l'1,83% in peso.

## Abito cristallino
L'agaite cristallizza nel sistema ortorombico nel gruppo spaziale Pca21 (gruppo nº 29) con il parametro di reticolo a = 10,6522(7) Å, b = 9,1630(5) Å e c = 9,6011(7) Å, oltre che 4 unità di formula per cella unitaria.

## Origine e giacitura
La sua genesi è secondaria poiché il minerale si forma dall'ossidazione parziale della calcopirite e delle galene all'interno delle vene di quarzo.
L'agaite è rinvenuta associata a cerussite, clorargirite ricca di bromo, crisocolla, goethite, khinite, markcooperite, 
muscovite, phosphohedyphane, timroseite e wulfenite.
L'unico sito dove l'agaite è stata trovata è la sua località tipo in California, la miniera "Aga" nella contea di San Bernardino.